# Estación multimodal Plaza Marín
La Estación Multimodad  "Marín Central" es un complejo de transporte urbano de la ciudad de Quito,Toma su nombre de la plaza que se ubicaba antiguamente en el mismo lugar, que conecta la ciudad en sentido latitudinal y hace honor a la familia Andrade Marín, que durante mediados del siglo XX engendró varios personajes ilustres como Carlos, Luciano y Francisco Andrade Marín. La estación también es conocida como "Marín Central", debido a que su homóloga anterior se llama Playón de La Marín, y está rodeada de comercios populares como el "Mercado Central", el "Centro Comercial Montúfar", sirve de acceso cercano a la "Plaza del Teatro", entre otras facilidades.
Su iconografía original en la época en que formaba parte del sistema Trolebús, hacía referencia a la plaza que antiguamente se ubicaba en el lugar donde hoy esta la parada. Al pasar al Corredor Ecovía, y durante varios años, no tuvo iconografía. Finalmente, en 2011 con la implementación del Corredor Sur Oriental, el ícono pasó a ser una fuente de agua que se encuentra en una plazoleta cercana.

## Ubicación
La Estación Multimodad  "Marín Central" es la estación principal de 2 corredores principales en Quito, ubicada en la parroquia Centro Histórico, exactamente sobre la avenida Pichincha, intersección con la calle Chile. Al tener el carácter de intermodal o integradora, la estación cumple la función de interconectar diferentes sistemas de transporte de la ciudad, como los corredores Ecovía, Central Norte y Sur Oriental, de los que es la décimoséptima, vigesimoprimera y vigésima estación respectivamente.

## Construcción
Fue construida después de la eliminación de la parada La Marín, del Trolebús, que pasó a esta nueva ubicación. Después de que el sistema Ecovía se inaugurara, el andén empezó a ser usado únicamente por este. Pequeña en un inicio, esta parada hacía muy difícil para dar el giro para seguir la ruta de los buses biarticulados, por lo que la estación fue ampliada y remodelada. Actualmente sirve, además, como integradora de otros dos corredores adicionales, el Central Norte y el Sur Oriental.

### Trabajos de Remodelación EPMTPQ y EPMMOPQ
La Empresa de Transporte de Pasajeros de Quito (Epmtpq) informa que, a partir del próximo 17 de mayo de 2022 y por un lapso de 60 días, cerrará la Estación de Transferencia Marín Central de la Ecovía y del Corredor Central Norte, mientras se ejecutan trabajos de repotenciación y mejora operativa integral de sus instalaciones.
Danilo Rodríguez, gerente general, sostuvo que los trabajos están dentro de las labores de mejoramiento y mantenimiento de toda la infraestructura del Sistema de Integrado de Transporte Municipal que realiza la Empresa para beneficio de los pasajeros.
“Esta estación ha recibido mantenimientos correctivos periódicos, pero lo que ahora realizaremos es una intervención integral con reemplazo de los elementos para mayor seguridad de todos los usuarios. Daremos a los quiteños una obra que mejorará la movilidad y la imagen de este sector céntrico de la ciudad”, dijo Rodríguez.
Soledad Barnuevo, coordinadora del área de Infraestructura, indicó que los trabajos se concentrarán en el cambio de techos y pasamanos, así como en la colocación de pisos podotáctiles para facilitar la movilización de personas con discapacidad visual. 
“Esta será una intervención completa, pero hemos venido realizando arreglos menores a lo largo y ancho de todo el Sistema de Transporte Municipal. Por ejemplo, hemos mejorado la iluminación en terminales, paradas y estaciones. De igual manera se ha trabajado en la pintura de las fachadas y constantemente se realizan tareas de limpieza de los espacios verdes”, comentó Barnuevo. 
Operación provisional
Mientras se realizan los trabajos anunciados, la Epmtpq habilitará un circuito provisional para transportar usuarios desde la estación intervenida, Marín Central, hacia la Estación Playón de la Marín. Desde allí podrán utilizar el Corredor Ecovía o el Corredor Central Norte. 
El embarque en Marín Central está ubicado en extremo norte de la Estación. Este circuito provisional será gratuito; sin embargo, los usuarios deberán cancelar la tarifa correspondiente en el momento en el que deseen embarcar las unidades de los otros circuitos que operan en Playón de la Marín.
En la actualidad, la Estación de Transferencia Marín Central es utilizada, en promedio, por más de 9000 personas diariamente. Igualmente por un promedio diario de 5000 usuarios en el sistema municipal Ecovía y 4000 en el sistema privado Central Norte.
Culminación de trabajos
Finalmente los trabajos de mejoramiento de infraestructura en la estación de transferencia Marín Central fueron estrenados la mañana del lunes 8 de agosto del 2022 en el alcalde Santiago Guarderas, junto a las autoridades municipales, realizon un recorrido por la renovada estación, la cual sirve diariamente a 9 000 usuarios y de manera indirecta a 360 000 pasajeros en Trolebús y Ecovía. “Estamos haciendo una serie de intervenciones en las paradas en el corredor central norte y corredor sur occidental, la idea es que los usuarios tengan la comodidad, seguridad y tranquilidad al momento de ocupar estas estaciones. La intervención que se ha ejecutado en esta parada es de USD 157 mil alrededor" dijo el Burgomaestre.
Los trabajos se han concentrado, principalmente en la limpieza y mantenimiento de toda la estructura, instalación de cubiertas de Steel panel, retiro de vidrios de pasamanos y divisiones, ejecución de nuevo diseño de pasamanos y divisiones en material metálico.
También se reparó los pisos en los andenes, trabajos de poliuretano sobre pisos de superficies metálicas y colocación de piso podotáctil para facilitar la movilización de personas con discapacidad visual, instalación de señalética, pintura en cabinas de recaudo, cambio de luces, pintura de pasos cebras y mantenimiento de las jardineras. Además del asentamiento de espacios aledaños.
Danilo Rodríguez, gerente General de la Empresa Pública Metropolitana de Transportes de Pasajeros (Epmtp), acotó que las tareas de rehabilitación en la estación La Marín se realizan desde el 17 de mayo de 2022. “Es un trabajo continuo que se lo está haciendo en diferentes paradas del sistema de transporte municipal, el contexto es mejorar toda la infraestructura de paradas a nivel distrital”.
En la inauguración participaron los comerciantes autónomos regularizados que trabajan dentro de las estaciones y terminales de la Empresa de Pasajeros: Trolebús y Ecovía.
A la ciudadanía y al grupo de comerciantes se les hizo la entrega de este espacio como un aporte a la reactivación económica de la ciudad, para que de manera ordenada y organizada puedan trabajar en el sistema y ser un apoyo para los usuarios del transporte.
Mónica Meléndez, moradora de La Ferroviaria, manifestó que es un cambio importante para las personas que diariamente utilizan el transporte en esta parada. “A nosotros como personas de la tercera edad nos da más seguridad, agradecemos primero a Dios y al señor alcalde que nos ha dado esta comodidad para todos los usuarios”.
En actualidad la estación multimodal Marín Central brindará atención a quienes puedan movilizarse hacia el norte y sur de la capital.

## Servicios

### Sistemas integrados
Mientras que los siguientes la usan, o se prevé como centro de interconexiones a sus respectivos sistemas:
- Corredor Central Norte
- Corredor Sur Oriental
- Autobuses público-privados.

## Estaciones EPMTPQ

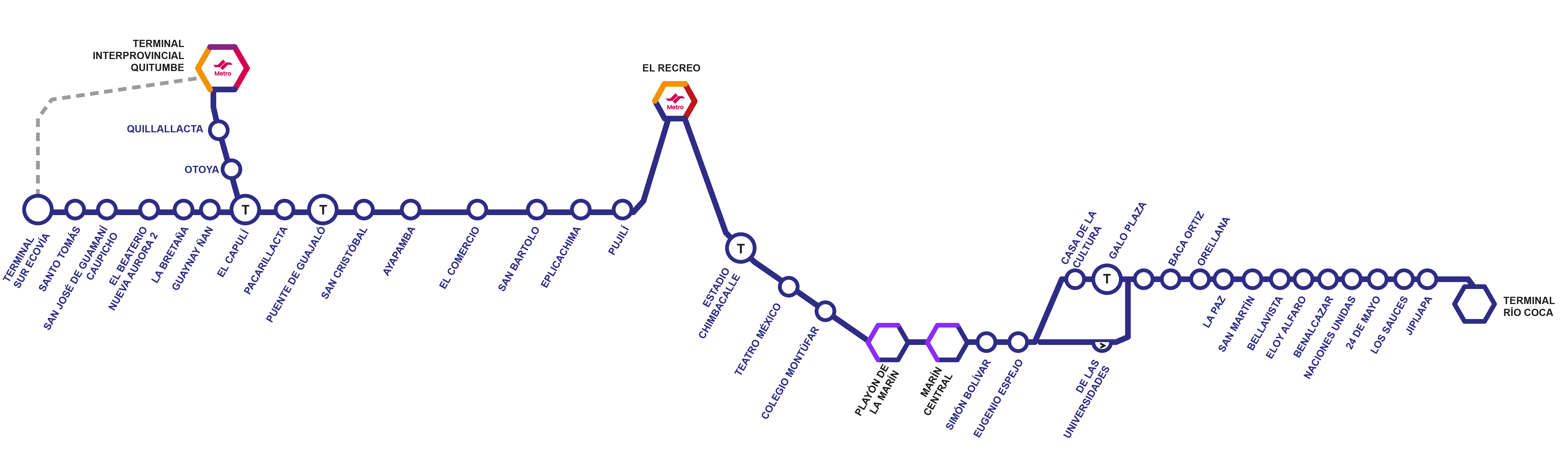
Mapa del Troncal Oriental y Sur Oriental Ecovia

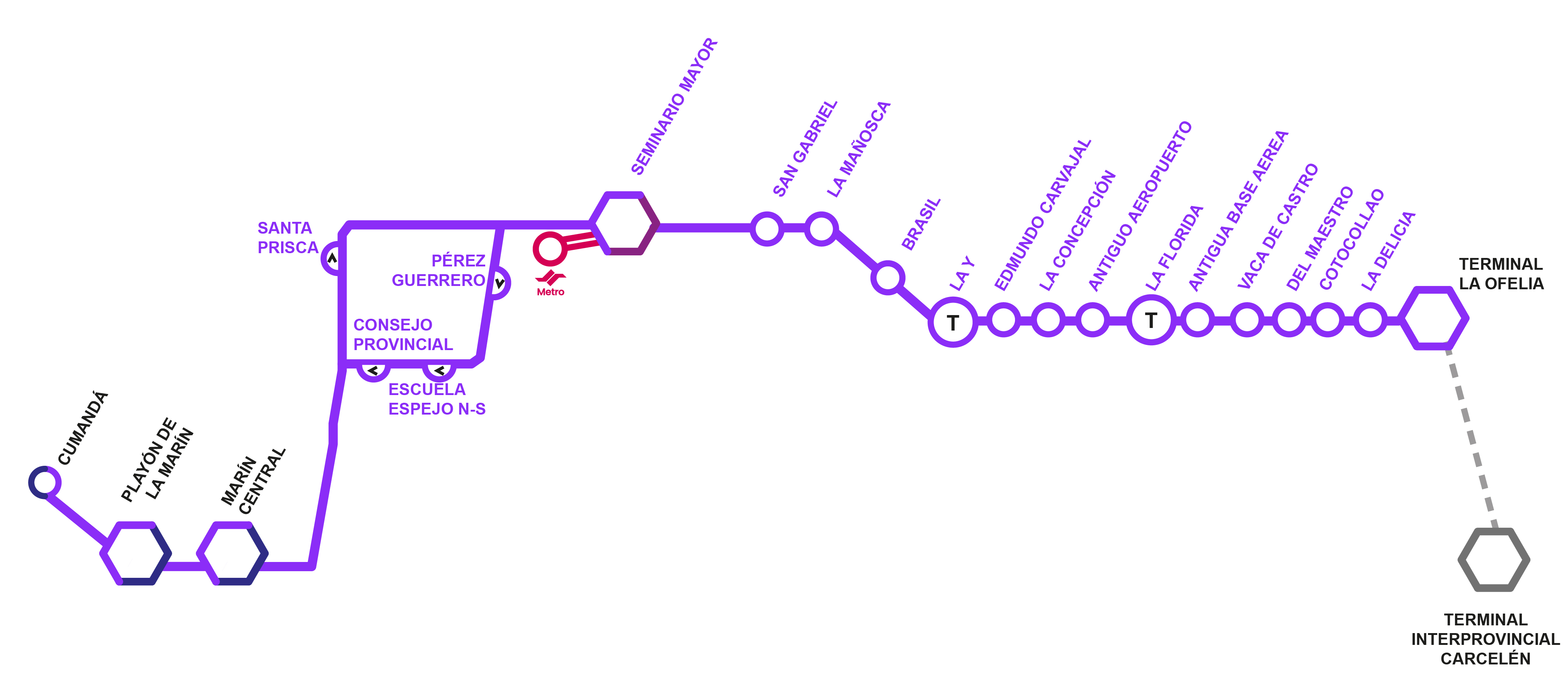
Mapa del Corredor Central Norte

| Leyenda                                                    |
| ---------------------------------------------------------- |
| Servicio 24 horas                                          |
| Servicio 05:30 - 21:45                                     |
| Accesiblidad para personas con discapacidades              |
| Información                                                |
| N Únicamente hacia el norte                                |
| S Únicamente hacia el sur                                  |
| N/S Las estaciones hacia el norte y el sur están separadas |
| Baños                                                      |
| Wifi gratuito                                              |
| Restaurantes                                               |

| CORREDOR CENTRAL NORTE                      | CORREDOR CENTRAL NORTE | CORREDOR CENTRAL NORTE | CORREDOR CENTRAL NORTE     |
| Estación                                    | Tipo                   | Estado                 | Servicios                  |
| ------------------------------------------- | ---------------------- | ---------------------- | -------------------------- |
| Terminal La Ofelia                          | Integración            | Abierta                | Acceso para discapacitados |
| La Delicia                                  | Parada                 | Abierta                | Acceso para discapacitados |
| Cotocollao                                  | Parada                 | Abierta                | Acceso para discapacitados |
| Av. del Maestro                             | Parada                 | Abierta                | Acceso para discapacitados |
| Vaca de Castro                              | Parada                 | Abierta                | Acceso para discapacitados |
| Base Aérea                                  | Parada                 | Abierta                | Acceso para discapacitados |
| Parada de Integración ''La Florida''        | Integración            | Abierta                | Acceso para discapacitados |
| Antiguo Aeropuerto                          | Parada                 | Abierta                | Acceso para discapacitados |
| La Concepción                               | Parada                 | Abierta                | Acceso para discapacitados |
| Edmundo Carvajal                            | Parada                 | Abierta                | Acceso para discapacitados |
| Parada de Integración ''La Y''              | Integración            | Abierta                | Acceso para discapacitados |
| Brasil                                      | Parada                 | Abierta                | Acceso para discapacitados |
| Mañosca                                     | Parada                 | Abierta                | Acceso para discapacitados |
| San Gabriel                                 | Parada                 | Abierta                | Acceso para discapacitados |
| Estación Seminario Mayor                    | Integración            | Abierta                | Acceso para discapacitados |
| Hospital Carlos Andrade Marín               | Parada                 | Abierta                | N                          |
| Pérez Guerrero                              | Parada                 | Abierta                | S                          |
| Escuela Espejo                              | Parada                 | Abierta                | Acceso para discapacitados |
| Consejo Provincial                          | Parada                 | Abierta                | S                          |
| Santa Prisca                                | Parada                 | Abierta                | N                          |
| Estación Marin Central                      | Integración            | Abierta                | Acceso para discapacitados |
| Terminal Microregional Playón de La Marín   | Integración            | Abierta                | Acceso para discapacitados |
| CORREDOR ORIENTAL ECOVÍA                    |                        |                        |                            |
| Estación                                    | Tipo                   | Estado                 | Servicios                  |
| Terminal Microregional Río Coca             | Integración            | Abierta                | Acceso para discapacitados |
| Jipijapa                                    | Parada                 | Abierta                | Acceso para discapacitados |
| Los Sauces                                  | Parada                 | Abierta                | Acceso para discapacitados |
| Colegio 24 de Mayo                          | Parada                 | Abierta                | Acceso para discapacitados |
| Naciones Unidas                             | Parada                 | Abierta                | Acceso para discapacitados |
| Benalcázar                                  | Parada                 | Abierta                | Acceso para discapacitados |
| Eloy Alfaro                                 | Parada                 | Abierta                | Acceso para discapacitados |
| Bellavista                                  | Parada                 | Abierta                | Acceso para discapacitados |
| San Martín                                  | Parada                 | Abierta                | Acceso para discapacitados |
| La Paz                                      | Parada                 | Abierta                | Acceso para discapacitados |
| Baca Ortiz                                  | Parada                 | Abierta                | Acceso para discapacitados |
| Orellana                                    | Parada                 | Abierta                | Acceso para discapacitados |
| Manuela Cañizares                           | Parada                 | Abierta                | Acceso para discapacitados |
| Parada de Integración ''Galo Plaza''        | Integración            | Abierta                | Acceso para discapacitados |
| De las Universidades                        | Parada                 | Abierta                | N                          |
| Casa de la Cultura                          | Parada                 | Abierta                | Acceso para discapacitados |
| Eugenio Espejo                              | Parada                 | Abierta                | Acceso para discapacitados |
| Simón Bolívar                               | Parada                 | Abierta                | Acceso para discapacitados |
| Estación Marin Central                      | Parada                 | Abierta                | Acceso para discapacitados |
| Terminal Microregional Playón de La Marín   | Integración            | Abierta                | Acceso para discapacitados |
| Colegio Montúfar                            | Parada                 | Abierta                | Acceso para discapacitados |
| Teatro México                               | Parada                 | Abierta                | Acceso para discapacitados |
| Parada de Integración ''Chimbacalle''       | Integración            | Abierta                | Acceso para discapacitados |
| Estación El Recreo                          | Integración            | Abierta                | Acceso para discapacitados |
| Pujíli                                      | Parada                 | Abierta                | Acceso para discapacitados |
| Eplicachima                                 | Parada                 | Abierta                | Acceso para discapacitados |
| San Bartolo                                 | Parada                 | Abierta                | Acceso para discapacitados |
| El Comercio                                 | Parada                 | Abierta                | Acceso para discapacitados |
| Ayapamba                                    | Parada                 | Abierta                | Acceso para discapacitados |
| San Cristóbal                               | Parada                 | Abierta                | Acceso para discapacitados |
| Parada de Integración ''Puente de Guajaló'' | Integración            | Abierta                | Acceso para discapacitados |
| Pacarillacta                                | Parada                 | Abierta                | Acceso para discapacitados |
| Estación El Capulí                          | Integración            | Abierta                | Acceso para discapacitados |
| Otoya Ñan                                   | Parada                 | Abierta                | Acceso para discapacitados |
| Quillallacta                                | Parada                 | Abierta                | Acceso para discapacitados |
| Terminal Terrestre Quitumbe                 | Integración            | Abierta                | Acceso para discapacitados |
| Guayanay Ñan                                | Parada                 | Abierta                | Acceso para discapacitados |
| La Bretaña                                  | Parada                 | Abierta                | Acceso para discapacitados |
| El Beaterio Nueva Aurora II                 | Parada                 | Abierta                | Acceso para discapacitados |
| San José de Guamaní Caupicho                | Parada                 | Abierta                | Acceso para discapacitados |
| Santo Tomás                                 | Parada                 | Abierta                | Acceso para discapacitados |
| Terminal Sur Ecovía - Guamaní               | Integración            | Abierta                | Acceso para discapacitados |

## Circuitos EPMTPQ
| Corredor Central Norte                  | Corredor Central Norte                                                                              | Corredor Central Norte                                                     |
| Código                                  | Línea                                                                                               | Empresa operadora                                                          |
| --------------------------------------- | --------------------------------------------------------------------------------------------------- | -------------------------------------------------------------------------- |
| C2                                      | T.M.La Ofelia - Estación Seminario Mayor - Terminal Microregional ''Playón de la Marín''            | Consorcio Central Norte                                                    |
| Corredor Oriental Ecovía                | |                                                                            |
| Código                                  | Línea                                                                                               | Empresa operadora                                                          |
| E2                                      | T.T.Quitumbe - Terminal Microregional ''Playón de la Marín'' - Terminal Microregional ''Río Coca''  | Empresa Pública Metropolitana de Transporte de Pasajeros de Quito (EPMTPQ) |
| E3                                      | Terminal Microregional ''Río Coca'' - Terminal Microregional ''Playón de la Marín''                 | Empresa Pública Metropolitana de Transporte de Pasajeros de Quito (EPMTPQ) |
| E5                                      | Estación Integración Puente de Guajaló - Terminal Microregional ''Playón de la Marín'' - San Martín | Empresa Pública Metropolitana de Transporte de Pasajeros de Quito (EPMTPQ) |
| TR-04                                   | Tola - Terminal Microregional ''Playón de la Marín'' - San Roque                                    | Cooperativa de Transporte Quitumbe S.A                                     |
| Corredor Sur Occidental Oriental Ecovía | |                                                                            |
| Código                                  | Línea                                                                                               | Empresa operadora                                                          |
| E1                                      | T.Sur Ecovía (Guamaní) - Terminal Microregional ''Playón de la Marín'' - De las Universidades       | Empresa Pública Metropolitana de Transporte de Pasajeros de Quito (EPMTPQ) |
| E1M                                     | T.Sur Ecovía (Guamaní) - Terminal Microregional ''Playón de la Marín'' - Estación Marín Central     | Empresa Pública Metropolitana de Transporte de Pasajeros de Quito (EPMTPQ) |
| E4                                      | T.T.Quitumbe - Terminal Microregional ''Playón de la Marín''                                        | Empresa Pública Metropolitana de Transporte de Pasajeros de Quito (EPMTPQ) |
| TR-04                                   | Tola - Terminal Microregional ''Playón de la Marín'' - San Roque                                    | Cooperativa de Transporte Quitumbe S.A                                     |

### Circuito del Corredor Central Norte
- C2 Terminal La Ofelia - Estación Seminario Mayor - Terminal Microregional Playon La Marin

### Rutas Intraterminales del Corredor Sur Oriental Ecovía
- Terminal Terreste Quitumbe - Terminal Microregional ''Rio Coca''
- Estación Guamani_Sur Ecovía - Estación Marín Central
- Terminal Terreste Quitumbe - Terminal Microregional ''Playón de la Marín''